# Holger-Ralf Ehrhardt
Holger-Ralf Ehrhardt (* 11. April 1967 in Ilmenau) ist ein deutscher Journalist und Radiomoderator.

## Leben
Holger-Ralf Ehrhardt lebte viele Jahre im thüringischen Langewiesen, wo er die zehnklassige Polytechnische Oberschule von 1973 bis 1983 besuchte. Bis 1986 absolvierte er eine Lehre als Elektroinstallateur bei Graf von Henneberg Porzellan Ilmenau. Bereits während seines Armeedienstes nahm er Kontakt zum Fernsehen der DDR auf, wo er ein Volontariat absolvierte.
Von 1990 bis 1993 an arbeitete er beim Anzeiger für Thüringen. Mit verschiedenen Lokalausgaben war er für die Tageszeitung Freies Wort in Suhl und für die Neue Presse in Coburg tätig. Während dieser Zeit leitete er auch für über ein Jahr die Heimatzeitung Die Henne. Bei diesen Zeitungen war er besonders bei den Themenschwerpunkten Musik, Kino und TV aktiv.
1993 wechselte er zum Hörfunk und wurde Reporter und Moderator bei Antenne Thüringen in Weimar. Mit Sabine Meinold moderierte er die monatliche Sendung „Die DDR Kracher“.
Bei Landeswelle Thüringen in Erfurt, die am 21. März 1995 ihren regulären Sendebetrieb aufnahm, moderierte er die Wunschsendung sowie gemeinsam mit Michael Kraus die Sendung Jugendliebe – Die Hits aus dem Osten, die wöchentlich sonntags ausgestrahlt wurde. Im September startete mit Hitwelle – Top 15 – Hörerhitparade eine zweite Sendung, die er konzipiert hatte. Ende 1996 verließ er den Sender.
In der Musikredaktion von MDR Life arbeitete er von 1997 bis 1999 mit und war unter anderem auch für Spezialsendungen zuständig. Ein vielbeachtetes Bee-Gees-Special, eine Sendung mit Kinderstars (Mit dem Schnuller in die Charts) und Filmhits (Hollywood für die Ohren) hatte er zusammengestellt. Für MDR Sputnik interviewte er die damals noch unbekannte Band Bell Book & Candle, die wenig später mit Rescue Me einen Top-Ten-Hit hatte.
Seit 1997 ist Holger-Ralf Ehrhardt Mitarbeiter bei dem in Erfurt ansässigen Kinderkanal von ARD und ZDF. Hier ist er für die Programminformationen zuständig. Seine Leidenschaft zum Radio und zur Musik ist bis heute geblieben. Beim Hochschulradio HSF in Ilmenau ist er Ehrenmitglied.
Eine große Leidenschaft ist für ihn der Eurovision Song Contest, den er seit 1991 regelmäßig als Reporter besucht.
Seit November 2016 moderiert Holger-Ralf Ehrhardt auf der MDR-Schlagerwelt und ist regelmäßig zu hören. Hier ist er öfters Gastgeber im Kaffeekränzchen und begrüßte schon unter anderem Marie Wegener, Roland Kaiser, den Fernando Express oder INKA. Außerdem produziert er Schlager ABCs, Schlagerdiamanten und Beiträge.
Seit Mai 2024 präsentiert er die Sendung „Holgers Schlageruniversum“ bei MDR Schlagerwelt, jeweils samstags von 15 bis 17 Uhr, in der es viel Musik zu jeweils einem Thema, Informationen zu Interpreten, Titeln, aber auch zum Thema, das Lieder-Battle (vorgestellt werden 4 Fassungen eines Titels, aus der sich die Hörer eine Fassung für die nächste Sendung auswählen können).